# Союз (коалиция)
«Союз» (итал. L'Unione) — итальянская большая левоцентристская коалиция, существовавшая в 2005—2008 годах под руководством Романо Проди. Первое итальянское электоральное объединение, использовавшее технологию праймериз при выдвижении кандидатов и наиболее крупное по количеству участвовавших в нём партий.
Была основана 11 октября 2004 года как «Большой демократический альянс» (итал. Grande Alleanza Democratica) и переименована в «Союз» 10 февраля 2005 года с целью консолидации всех центристских и левых сил, выступающих против политики Берлускони и правящей коалиции «Дом свобод» (в первую очередь, переживающую затяжной кризис коалицию «Оливковое древо» и наиболее крупную внекоалиционную Партию коммунистического возрождения). Одержала крупную победу на муниципальных выборах 2005 года (выиграв в 12 из 14 регионов) и с незначительным перевесом голосов — на парламентских выборах 2006 года, сформировав второе правительство Романо Проди. Тем не менее, в Сенате коалиция с трудом получила минимальное большинство (за счёт перехода нескольких сенаторов из правых партий) и постоянно находилась в неустойчивом состоянии, пережив ряд расколов и лишившись части членов.
С целью создания устойчивой силы, на которую могло бы опереться его правительство, в 2007 году Проди взял курс на преобразование «Союза» в единую Демократическую партию, что лишь усилило разногласия, вызвав расколы уже в рядах её основных участников, в конечном итоге приведя к сенатскому вотуму недоверия, отставке правительства и полному распаду коалиции — на досрочные парламентские выборы в союзе с Демократической партией пошли лишь зелёные и радикальные демократы, большинство остальных участников или сошли с политической сцены, или продолжили существование порознь друг от друга.

## Состав
| Партия                                                          | Идеология | Примечание |
| --------------------------------------------------------------- | --- | --- |
| Коалиция «Олива» (2005—2007)                                    | Демократический социализм, социал-демократия, христианский социализм, социал-либерализм, энвайронментализм, лаицизм, прогрессивизм, антифашизм | Вошла в качестве коллективного члена. Стала основной для организации Демократической партии.                                                                                       |
| Левые демократы (2005—2007)                                     | Демократический социализм, социал-демократия, популизм                                                                                         | Вошла в состав Демократической партии, несогласное с этим меньшинство воссоздало партию.                                                                                           |
| Маргаритка: Демократия — это свобода (2005—2007)                | Христианская демократия, социал-либерализм, реформизм, левоцентризм, социал-демократия (меньшинство)                                           | Вошла в состав Демократической партии, несогласные с этим перешли в Демократический союз и Партию либеральных демократов.                                                          |
| Партия коммунистического возрождения                            | Еврокоммунизм, демократический социализм, социализм, антифашизм, экосоциализм, левый феминизм                                                  | |
| Партия итальянских коммунистов                                  | Коммунизм, марксизм-ленинизм, антикапитализм, антифашизм, антиимпериализм, социализм XXI века (меньшинство)                                    | |
| Италия ценностей                                                | Социал-либерализм, центризм, популизм | |
| Демократические социалисты Италии (2005—2007)                   | Социал-демократия, европеизм, федерализм | Объединилась с рядом мелких социал-демократических партий в Итальянскую социалистическую партию.                                                                                   |
| Федерация зелёных                                               | Прогрессивизм, пацифизм, европеизм, энвайронментализм, демократический социализм (меньшинство)                                                 | |
| Союз демократов за Европу (2005—2008)                           | Христианская демократия | Вышел из коалиции, выразив вотум недоверия Романо Проди. |
| Движение европейских республиканцев                             | Социал-либерализм, республиканизм | |
| Итальянские радикалы (2005—2008)                                | Радикализм, либерализм, либертарианство | |
| Коалиция «Роза в кулаке»                                        | Радикализм, социал-демократия, социал-либерализм                                                                                               | Вошла в качестве коллективного члена. |
| Социалисты Италии (2006—2008)                                   | Социал-демократия, социал-либерализм | |
| Партия пенсионеров (2006—2008)                                  | Социальный консерватизм | Перешла в «Союз» из «Дома свобод» после переговоров Проди с её руководством. |
| Христианско-демократическая партия (2002) (2006—2008)           | Христианская демократия, популизм | |
| Итальянская демократическая социалистическая партия (2006—2008) | Социал-демократия, реформизм, европеизм, социал-либерализм                                                                                     | |
| Объединённые христианские демократы (2006—2008)                 | Христианская демократия | |
| Список потребителей (2006—2008)                                 | Популизм | |
| Народная партия Южного Тироля (2006—2008)                       | Автономизм, социал-либерализм, христианская демократия                                                                                         | |
| Лига за автономию-Ломбардский Альянс (2006—2008)                | Автономизм | |
| Демократическая партия Юга (2006—2007)                          | Автономизм, христианская демократия | Вошла в состав Демократической партии. |
| Лига Венеции (2006—2008)                                        | Автономизм, федерализм | |
| Демократическая партия (2007—2008)                              | Социал-либерализм, прогрессивизм, социал-демократия, реформизм, европеизм, антифашизм                                                          | Образована посредством объединения вокруг «Оливы» основного актива «Левых демократов» и «Маргаритки» с рядом мелких центристских партий и движений, фактически возглавив коалицию. |
| Левые демократы (2007) (2007—2008)                              | Социал-демократия, прогрессивизм, демократический социализм, энвайронментализм                                                                 | Левое крыло ликвидированной одноимённой партии, отказавшееся присоединяться к Демократической партии.                                                                              |
| Демократический союз (2007—2008)                                | Центризм | Основан членами «Маргаритки», отказавшихся присоединяться к Демократической партии.                                                                                                |
| Партия либеральных демократов (2007—2008)                       | Либерализм | Основана членами «Маргаритки», отказавшихся присоединяться к Демократической партии. Вышла из коалиции, выразив вотум недоверия Романо Проди.                                      |

## История

### Формирование коалиции и региональные выборы 2005 года
К началу 2005 года в коалиции «Оливковое дерево» оформился раскол: из неё вышли несколько партий и образовали Большой демократический альянс под итальянской аббревиатурой GAD (Grande alleanza democratica), позднее переименованный в «Союз».
10 февраля 2005 года Романо Проди официально представил символику «Союза» в штаб-квартире на площади Пресвятых Апостолов в Риме (Piazza Santissimi Apostoli). На 26 февраля был назначен официальный старт предвыборной кампании коалиции, включившейся в подготовку к региональным выборам.
В начале апреля 2005 года коалиция одержала победу на выборах в региональные советы 11 итальянских областей, в то время как Дом свобод Берлускони сохранил власть только в двух — Ломбардия и Венеция. 17 апреля 2005 года выборы прошли в Базиликате, где победа также осталась за «Союзом».

### Праймериз и парламентские выборы 2006 года
Коалиция «Союз» стала первой политической силой в истории Италии, избиравшей лидера своего избирательного списка на общенациональных выборах (и, соответственно, кандидата в премьеры) с помощью праймериз (предварительных выборов). Ранее предварительные выборы устраивались в Италии только раз, и то на региональном уровне — в Апулии, где левоцентристская коалиция избрала своим кандидатом Ники Вендолу, коммуниста, открытого гея и практикующего католика. Последовавшая победа Вендолы на местных выборах вдохновила «Союз» на мобилизацию электората на национальные праймериз, которые, впрочем, изначально задумывались как плебисцит за Романо Проди. Однако генеральный секретарь Партии коммунистического возрождения Фаусто Бертинотти, чтобы не допустить безальтернативного голосования, выставил свою кандидатуру, и за ним последовало ещё пять кандидатов.
Всего в праймериз, прошедших 16 октября 2005 года, приняли участие свыше 4,311 млн человек. Они были омрачены убийством Франческо Фортуньо, вице-президента региональной ассамблеи Калабрии от партии «Маргаритка», двумя наёмными убийцами Ндрангеты прямо в очереди на избирательном участке.
Романо Проди стал официальным лидером коалиции в преддверии парламентских выборов, победив на предварительных выборах с результатом 74,1 % голосов. Второе место занял Фаусто Бертинотти с 14,7 % голосов, третье — Клементе Мастелла из Союза демократов за Европу, который как бывший соратник Берлускони считался самым правым из кандидатов, с 4,6 % голосов.
9 апреля 2006 года коалиция «Союз» одержала победу, набрав 49,81 % голосов избирателей на выборах в Палату депутатов, которые обеспечили ей 340 мест в нижней палате парламента. На тот момент коалиция включала следующие политические силы: коалиция «Оливковое дерево», Партия коммунистического возрождения, Роза в кулаке, Партия итальянских коммунистов, Италия ценностей, Федерация зелёных, Союз демократов за Европу, Объединённые потребители, Партия пенсионеров,
Южнотирольская народная партия, Объединённые социалисты, Альянс за ломбардскую автономию и Лига венецианского фронта. Наибольший вклад в общую победу внесла коалиция «Оливковое дерево», которая добыла 31,27 % голосов и, соответственно, 220 мест. На выборах в Сенат коалиция завоевала 148 мест, заручившись поддержкой 48,96 % избирателей. В отличие от выборов в Палату депутатов, здесь Левые демократы и «Маргаритка» шли собственными списками, а не в составе коалиции «Оливковое дерево». Также самостоятельно участвовали в выборах в Сенат, помимо партий, участвовавших в составе «Союза» в выборах в Палату депутатов, Итальянская социал-демократическая партия, Движение европейских республиканцев, Объединённые христианские демократы и единый список «Вместе с Союзом» (Insieme con l’Unione), куда вошли ПИК, Федерация зелёных и Объединённые потребители. В верхней палате парламента Дом свобод обошёл левоцентристов, получив 153 сенаторских места. Перевес над правоцентристским блоком в Палате депутатов оказался минимальным (измерялся десятыми долями процента), однако требования Берлускони произвести пересчёт голосов или создать большую коалицию были отвергнуты.
20 апреля 2006 года около 6 часов вечера Верховный кассационный суд, рассмотрев претензии к официальным результатам выборов в Палату депутатов, которые затрагивали 5000 бюллетеней, вынес вердикт о законности победы «Союза». Левоцентристам были засчитаны 19 002 598 голосов, Дому свобод — 18 977 843. Разница составила 24 755 голосов, количество недействительных бюллетеней, по данным Министерства внутренних дел, составило 25 224. Из этого количества Национальное избирательное центральное управление (Ufficio centrale elettorale nazionale) при Верховном кассационном суде по изучении вопроса засчитало дополнительно 1383 голоса правоцентристам и 914 — «Союзу». В отдельном иске бывший министр институциональных реформ в правительствах Берлускони Роберто Кальдероли оспорил результаты выборов во втором избирательном округе Ломбардии, где 44 589 голосов, полученных Лигой за Ломбардский альянс (Lega per Alleanza Lombarda), были, по мнению истца, незаконно засчитаны коалиции «Союз». По этому делу Верховный суд также вынес решение в пользу левоцентристов.

### Второе правительство Проди и развал коалиции
По итогам выборов 2006 года было сформировано второе правительство Проди, в котором участники коалиции «Союз» получили все министерские портфели.
В Сенате ситуация, сложившаяся по итогам выборов, с течением времени изменилась. После перехода нескольких сенаторов во фракцию левоцентристов её численность превысила аналогичный показатель фракции Берлускони. Однако, затем представитель «Союза» Франко Марини был избран председателем палаты и по традиции лишился права участвовать в голосовании, а избранный по списку Италии ценностей Серджо Де Грегорио перешёл в Дом свобод, вследствие чего «счёт» сравнялся: 157 на 157. В сложившейся ситуации исключительное значение приобрело голосование пожизненных сенаторов и беспартийного Луиджи Палларо.
16 января 2008 года министр юстиции Клементе Мастелла, представлявший партию Союз демократов за Европу, подал в отставку, спровоцировав политический кризис и падение правительства.
Романо Проди, ещё в 2007 году занявшийся созданием новой левоцентристской силы — Демократической партии, отказался от выдвижения своей кандидатуры на досрочных парламентских выборах в апреле 2008 года. К февралю 2008 года коалиция «Союз» прекратила существование.